# Janez Zupančič (slikar)
Janez Zupančič (tudi Johannes Suppantschitsch), slovenski slikar, deloval 1717~1739 , * Šentvid pri Stični, † Ljubljana

## Življenje in delo
Zupančič se prvič  omenja v mestni računski knjigi 15. februarja 1717 kot poročen in po rodu iz Šentvida pri Stični. Mestne računske knjige zaznamujejo le obračune za njegova obrtniška dela. Leta 1720 je poslikal uro na Gradu, leto pozneje uro v sejni sobi na rotovžu v Ljubljani, 1729 je pozlatil velik okvir, 1736 je naslikal pločevinasti izvesek za hotel »Pri divjem možu« (Zum wilden Mann) na Mestnem trgu, ki ga je naročil ljubljanski magistrat. Izvesek hrani Mestni muzej v Ljubljani, toda slikarija je tako slabo ohranjena, da se le še slabo razločijo sledi baročne kompozicije Herkula z gorjačo, 1739 je poslikal »roko pravice« (»Statt Freyung«). Kakšna druga Zupančiča dela pa doslej še niso znana. Zadnjikrat ga računske knjige omenjajo 1742. 

## Zunnje povezave
- Cevc Emilijan. »Zupančič Janez«. Slovenski biografski leksikon. Ljubljana: ZRC SAZU, 2013 – prek Slovenska biografija.